# Banua Wuhu
A Banua Wuhu tenger alatti vulkán Indonéziában, mely 400 méterre emelkedik ki a tengerfenékről. Az utolsó ismert kitörés éve: 1919. Az itt keletkező vulkanikus szigeteket Sangihe-szigeteknek hívják. A környéken számos efemerális sziget található. Ezen a környéken számos sziget keletkezik, majd tűnik el. Egy 90 m magas sziget 1835-ben emelkedett ki a tengerből, 1848-ban pedig néhány sziklává esett szét. A környéken 1889-ben keletkezett egy sziget, ami 1894-ben elérte 50 méter magasságot. Egy másik sziget 1919-ben keletkezett, és 1935-ben eltűnt.